# Олійніченко Петро Іванович
Петро Іванович Олійніченко (8 березня 1935, с. Острійки Білоцерківського району Київської обл. — 6 березня 2019, Київ) — заслужений лікар України, лікар хірург-онколог вищої категорії та лікар з організації і управління охороною здоров'я вищої категорії, академік Нью-Йоркської академії наук, перший генеральний директор і перший головний лікар Київського міського онкологічного центру.

## Життєпис

### Родина та молодші роки
Виріс в сім'ї вдови загиблого солдата Великої Вітчизняної війни (німецько-радянської війни) Івана Йосиповича Олійніченка. Успішно закінчив 10 класів сільської школи, але одночасно працював, щоб допомогати матері, брату та сестрі.
Після школи був призваний до рядів Радянської Армії, де відслужив 2 роки під Красноярськом. В той же час був капітаном команди з волейболу Сибірського військового округа. Через 2 роки служби матері надіслали подячний лист за виховання сина, а Петра Івановича за відмінну службу перевели у річну школу військово-повітряних сил у Смоленську. Через рік П. І. Олійніченко закінчив школу ВПС з відзнакою та демобілізувався.
Дружина - Потапова Тетяна Василівна (1939-2021) - лікар акушер-гінеколог, закінчила Вінницький медичний інститут ім.М.І.Пирогова у 1963р., була тривалий час завідуючою жіночої консультації у Київському пологовому будинку №3. Донька - Манжура Олена Петрівна - лікар-онкогінеколог, хірург, головний експерт ДОЗ м.Києва з онкогінекології, к.м.н., доцент кафедри онкології НУОЗ ім.П.Л.Шупика, завідуюча відділенням онкогінекології. Син - Олійніченко Геннадій Петрович - заслужений лікар України, к.м.н., лікар-абдомінальний хірург, онколог. Очолював Київський міський онкологічний центр у 2000-2011рр. Під керівництвом Г.П. Олійніченко на території онкоцентру було збудовано найсучасніший центр ядерної медицини з провідними апаратами ПЕТ/КТ та новий корпус для відділення паліативної допомоги.

### Навчання
Після служби в армії вступив до Смоленського медичного інституту, після одного року навчання перевівся до Вінницького медичного інституту ім. М. І. Пирогова, який закінчив у 1963 році. 

### Професійний шлях
Медична діяльність П. І. Олійніченка розпочалася з 1963 року на посаді лікаря в Богуславській районній лікарні. В 1965 році був переведений в Озирянську лікарню на посаду завідувача хірургічним відділенням, а з 01.09.1965 р. по 28.10.1969 р. займав посаду головного лікаря Озирянської лікарні, яку відбудував та модернізував.
1969—1972 рр. — навчання в аспірантурі в Київському рентгено-радіологічному і онкологічному інституті, де він продовжує свою трудову діяльність як торакальний хірург-онколог до 1977 року, його професійна діяльність спрямована на онкологію.
З 1977 року по 2000 роки очолює Київський міський онкологічний центр (КМОЦ) та очолює онкологічну службу в місті Києві позаштатним головним онкологом Головного управління охорони здоров'я м. Києва. З ініціативи головного лікаря Петра Івановича Олійніченко 11.11.1977 р в структурі Київського міського онкологічного диспансеру було створене торакальне відділення. У 1990 році диспансер реорганізовано у Київський міський онкологічний центр і торакальне відділення увійшло в його склад.

#### Київський міський онкологічний центр
Спочатку Київський міський онкологічний центр був розташований в центрі міста Києва за адресою: пров.Георгіївський, буд.9, а в 1985 році за ініціативи П.І.Олійніченка було розпочате та в 1990 році закінчене будівництво нового комплексу онкологічного центру за адресою: вул.Верховинна, буд.69, який по маштабу та оснащенню не мав аналогів в Україні. Центр був збудований за індивідуальним проектом, офіційним головним консультантом якого був П.І.Олійніченко. Проект розроблено «ГіпроНДІздоров» та затверджено особисто П.І.Олійніченком в місті Москва, СРСР. Під керівництвом Олійніченка П.І. заклад по праву займав та на даний час займає місце одного з ведучих високоспеціалізованих закладів України, оснащений згідно світових стандартів. На базі КМОЦ постійно проходили навчання та стажування студенти медичних закладів та лікарі.
Під безпосереднім керівництвом П. І. Олійніченка було виконано:
- Вперше в Україні були розроблені стандарти діагностики та лікування онкологічних хворих та стандарти радіологічного лікування онкохворих, які були затверджені в 1998 році, витримали два перевидання та лягли в основу Протоколів надання медичної допомоги за спеціальністю «Онкологія» (Наказ Міністерства охорони здоров'я України (МОЗ України) № 554 від 17.09.2007 р.)[3];
- Вперше в Україні наказом МОЗ України № 208 від 30.12.1992 р. на базі Київської міської онкологічної лікарні (КМОЛ) була створена централізована цитологічна лабораторія;
- Вперше в Україні серед спеціалізованих закладів практичної охорони здоров'я (онкологічних диспансерів) в КМОЛ було відкрито дитяче онкологічне відділення (Наказ Головного управління охорони здоров'я (ГУОЗ) м. Києва № 466 від 30.12.1998 р.);
- Вперше в Україні лікарі КМОЛ почали тісно співпрацювати з пацієнтами в рамках громадських організацій «Амазонки»[4] та благодійного фонду «Здоров'я жінки та планування сім'ї»[5] з питань необхідності проведення онкомамографії і самостійного обстеження жінок на виявлення злоякісних онкологічних захворювань молочної залози та їх профілактики;
- Був заснований Благодійний фонд «Святого Володимира» для допомоги онкологічним хворим.
- За роки керівництва самим головним досягненням стало впровадження надсучасного лікування онкологічних хворих згідно світових стандартів. Саме з того моменту з'явився вислів "Рак - не вирок!".

З 2000 року Олійніченко П. І. займав посаду заступника головного лікаря з хірургічної допомоги Київського міського онкологічного центру. В цей період приймав безпосередню участь в створенні на базі Київського міського клінічного онкологічного центру (КМКОЦ):
- Вперше в Україні, створення диспасерного відділення, до складу якого увішло 10 районних лікарів-онкологів (наказ ГУОЗ м. Києва № 145 від 13.04.2001 р.). Поєднання клінічної роботи в КМКОЦ та організаційної роботи в районі дозволило зробити спеціальність районного лікаря-онколога досить привабливою та швидко укомплектовати усі посади висококваліфікованими спеціалістами;
- Вперше в Україні було створене відділення паліативної медицини (хоспіс) для надання медичної допомоги онкологічним хворим в термінальних стадіях (наказ ГУОЗ м. Києва № 147 від 13.04.2001 р.) на базі існуючого відділення реабілітації та відновлюючої хірургії, яке функціонувало з 1990 року. В січні 2008 року був відкритий окремий корпус відділення паліативної медицини (хоспіс) на території КМКОЦ, що дало змогу збільшити кількість ліжок стаціонару з 10 до 25 ліжок.

За роки роботи сумісно з іншими онкологічними закладами міста Києва та України Олійніченко П. І. підняв рівень онкологічної служби в Україні до  міжнародних стандартів з застосуванням новітніх технологій лікування злоякісних новоутворень, забезпеченням закладу новітньою радіологічною та лікувально-діагностичною апаратурою. Був ініціатором проведення науково-практичних заходів з обміну досвіду між усіма обласними онкологічними закладами України. Брав участь у міжнародному обміні досвідом та науковій роботі.
2000—2019рр — заступник головного лікаря з хірургічної частини та продовжував виконання найскладніших оперативних втручань при пухлинах легень, межистіння та грудної клітини на посаді лікаря-хірурга-онколога. Мав вищі кваліфікаційні категорії за спеціальностями: «Організація та управління охороною здоров'я», «Онкохірургія». Автор 46 наукових статей, 3 монографій та співавтор багатьох робіт з діагностики та лікування онкологічних захворювань.

## Відзнаки
- 1986р. – нагороджений орденом «Знак Пошани».
- 1986р. – нагороджений медаллю «Ветеран Праці».
- 1987р. – нагороджений значком "Відміннику охорони здоров'я".
- 1995р. – присвоєно почесне звання «Заслужений лікар України».
- 1997р. – був признаний Почесним Академіком Нью-Йоркської академії наук.
- 1999р. – нагороджений медаллю "Захиснику Вітчизни".
- Численні Подяки та Відзнаки за професіоналізм та людяність від Київської міської влади.

## Вшанування пам'яті
Київський міський клінічний онкологічний центр імені Петра Олійніченка.
12 липня 2023 року у Києві урочисто встановлено меморіальну дошку Петру Олійніченку.

## Фільми
Художньо-біографічний фільм "Петро Олійніченко. Дарувати життя" - 2010р., ДТРК "Україна".
Згадка у документальному фільмі "Київський міський онкологічний центр" - 1993р., студія "Берегиня". 